# دايتشي إينوي
دايتشي إينوي (باليابانية: 乾 大知) (مواليد 2 ديسمبر 1989)، هو لاعب كرة قدم ياباني سابق كان يلعب كمدافع.

## وصلات خارجية
- دايتشي إينوي على موقع رابطة كرة القدم اليابانية للمحترفين (اليابانية)
- دايتشي إينوي على موقع قاعدة بيانات كرة القدم.إي يو (الإنجليزية)
- دايتشي إينوي على موقع Soccerway.com (الإنجليزية)
- دايتشي إينوي على موقع عالم كرة القدم.نت (الإنجليزية)